# 神体

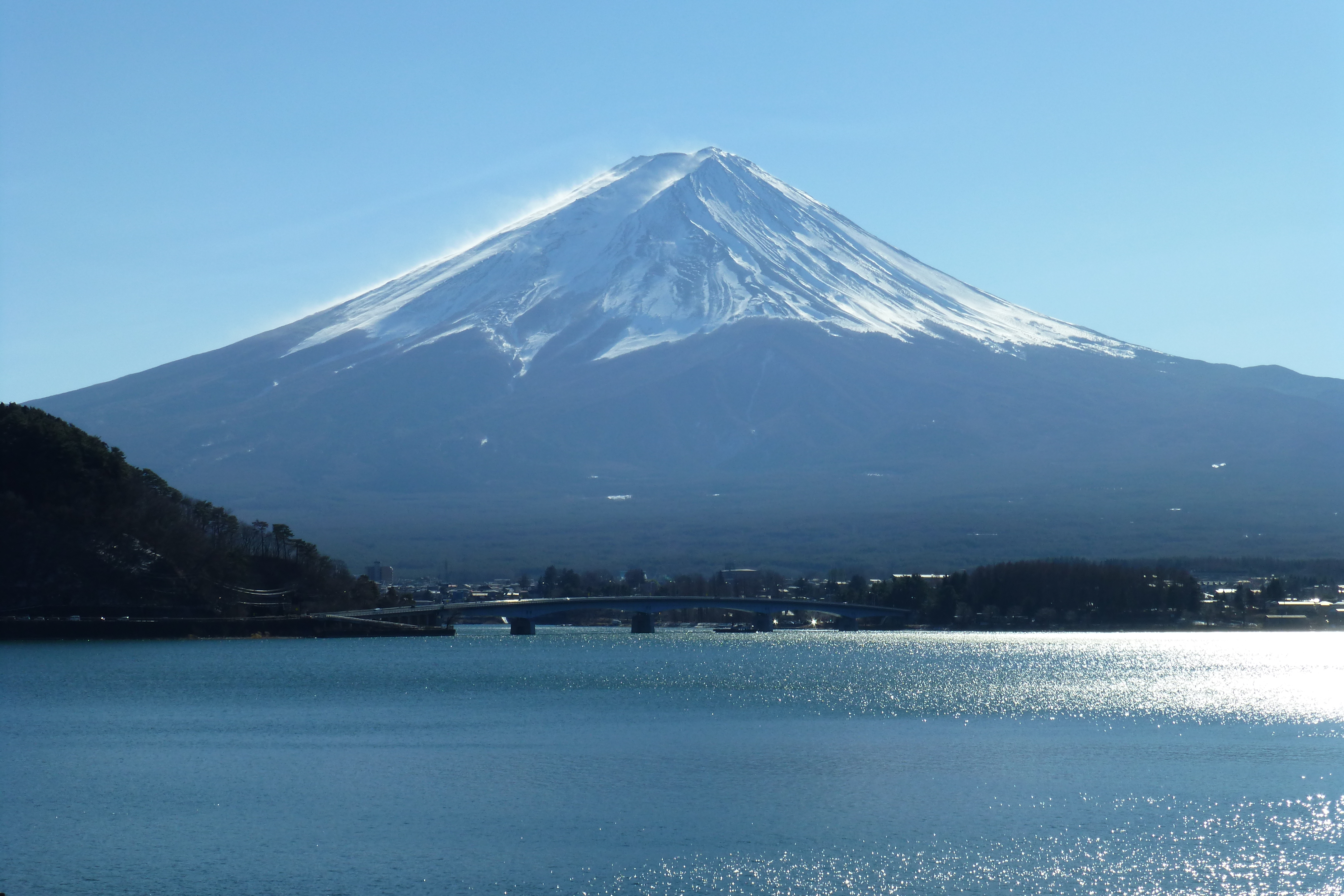
神体である霊峰富士

神体（しんたい）とは、神道で神が宿るとされる物体で、礼拝の対象となる。
宗像大社では沖ノ島、大神神社では三輪山が神体とされ、皇大神宮では三種の神器の一つの八咫鏡とされるなど様々である。
その他、神道における「世界観の世として」の神代（かみしろ）や古神道の神奈備（かんなび）や皇室神道の神器（じんぎ）や古代からある神殿や神社神道の社（やしろ）や注連縄の飾られる場所やものなど、いわゆる御霊代（みたましろ）・依り代（よりしろ）といわれる神の宿る、降りる（鎮座する・隠れ住まう・居る）場所や物も神体という。

## 概要

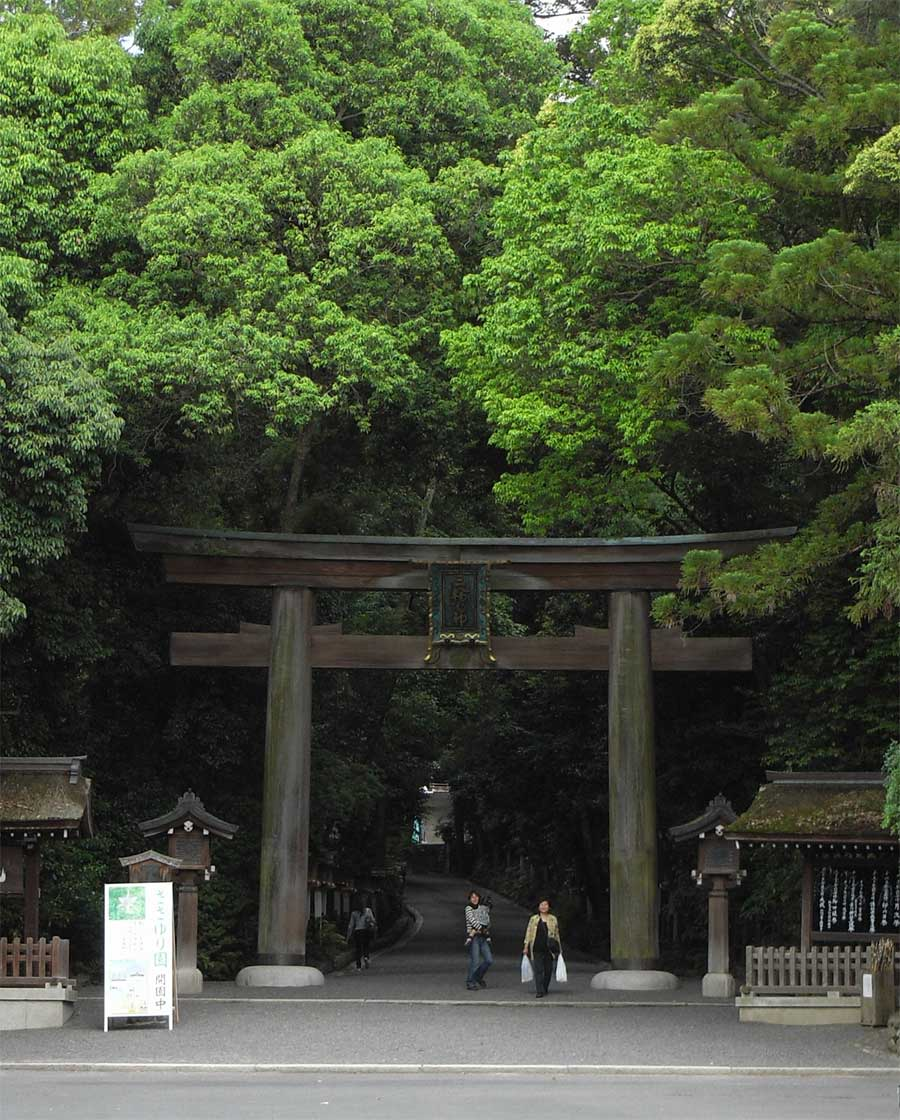
神体としての森である神奈備:大神神社

神道において、神とは魂・精霊・命・御霊（みたま）と表現も意味も様々であり、定義づけることなく包摂し享受してきた経緯から巨石や樹木、山や森等の森羅万象が神体または、御霊代・依り代として存在する。

### 一時的な簡易の神体
神体の中には長期に渡り受け継がれる物、定期的に更新される物など保存期間が一貫している物とそうでない物に分かれる場合がある。御幣や神輿や諏訪大社の御柱や出雲大社の神殿や通常の神社の神殿としての社など刷新されたり引き継がれる時間や機会は複雑さや大きさに必ずしも係わらない。具体的には御霊代神社神道の儀式に使う御幣や、簡易の神籬としての広葉常緑樹の「榊」に代表される枝葉や、祭の「神輿」「山車」などが、良く知られるものである。

## 古神道

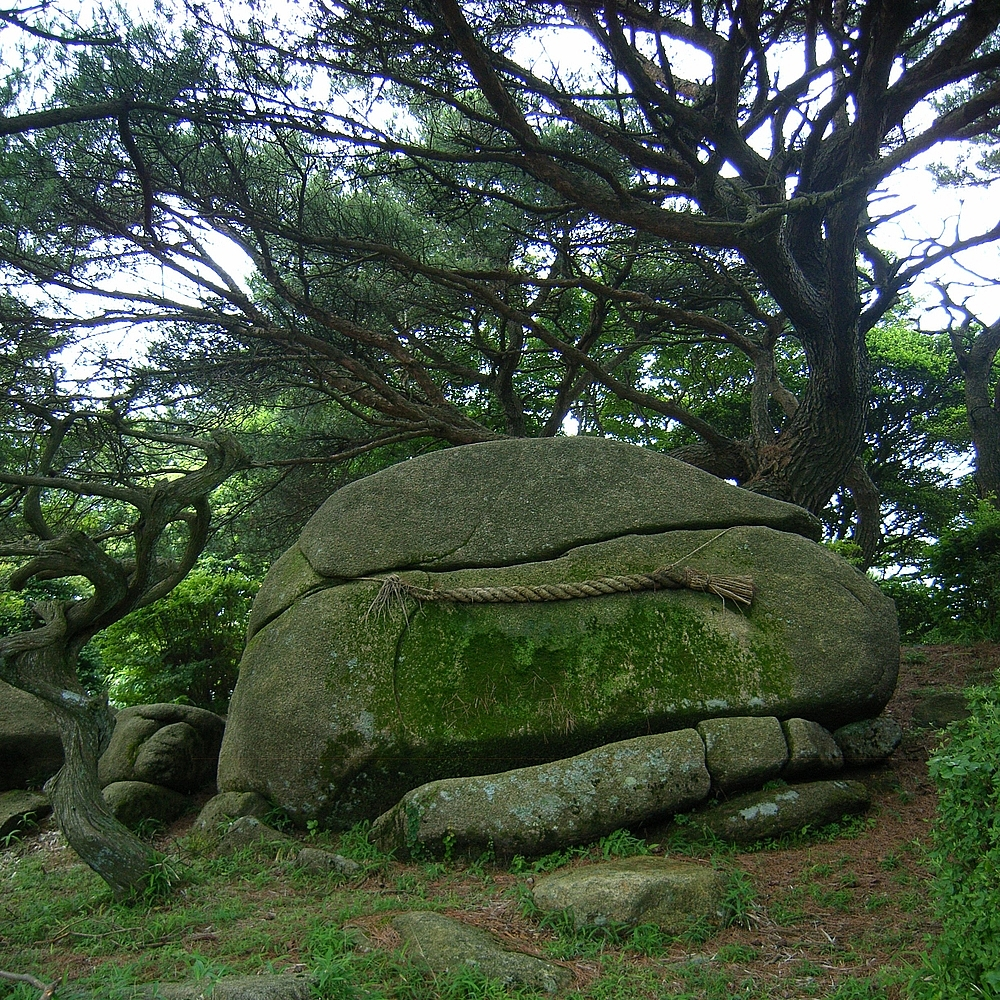
天穂日命の神籬

古神道における神籬（ひもろぎ）・磐座（いわくら）としての海・川・滝・山・森や木・岩など場の様相が変わり目立つ場所（ランドマーク）が、神域とされ神が宿る場所、または、現世（うつしよ）と常世（とこよ）の端境で神の国の入り口と考えれ、神の居る場所（神体）と考えられた。
古神道の神籬・磐座信仰の御神木や夫婦岩、壮大なものでは福岡県宗像市の沖ノ島の島全体や霊峰としての富士山などを、神奈備（かんなび）ともいい、現世において神が常に鎮座するまたは隠れ住む（居る）場所や物を指す。その他注連縄が飾られているものとして、雷（稲妻）が水田などに落ちた場所などが挙げられる。
鹿島神宮・香取神宮に存在する要石は、武甕槌神が地震を引き起こす大鯰を封じたものとして奉られている。

## 皇室神道
神体である鏡、刀、曲玉で構成される「三種の神器」は古代における王権の象徴とされ、皇室神道ともかかわり皇室が所有するといわれる。

## 神社神道
神社の社（やしろ）には、神体としての証しである注連縄が飾られている。神社神道の神社も元は、神籬・磐座の場所に建立された場合があり、長い歴史をもつ神社では、本殿がなく山や丘や神木がご神体（諏訪神社、大神神社）であったり、子宝・子作り信仰の強い土地では、子孫繁栄の象徴としての男根が神体でもある。ただし、神社神道としての「社」も古くからあり、遺跡などから祭礼・儀式や祈祷につかわれた神殿跡が発掘されている。

## その他
- もともと大相撲は神へ奉納される神事であり、そのことから力士の最高位である大関の中でも特別に選ばれた者は神体と見なされ、自身が生き神である証としての注連縄である横綱を張ることができる[7]。
- 洲崎神社の神体は髪とされ、神体髪と呼ばれる（洲崎神社#文化財）。毛を神体とする例は他にも見られ、「麻桶の毛#類話」も参照。